# Barum (bedrijf)
Continental Barum s.r.o. is een dochteronderneming van Continental AG en produceert autobanden, vrachtwagenbanden en ook banden voor industriële voertuigen zoals heftrucks of diepladers. Ook produceert het bedrijf remdelen (remblokken, -schijven, -slangen en -leidingen). 
Het hoofdkantoor bevindt zich in Otrokovice in Tsjechië. Banden met de productnamen Barum, Uniroyal en Continental worden vervaardigd in de fabriek in Otrokovice en in andere productiefaciliteiten van het Continental-concern in Zweden, Frankrijk, Roemenië en Portugal.   

## Geschiedenis
Nadat het bedrijf Bata in 1894 was opgericht door Jan Antonín Baťa, werden in het familiebedrijf oorspronkelijk werkkleding, veiligheidsschoenen en straatschoenen geproduceerd. Pas na de overname door zijn broer Tomáš Baťa in 1932 werd het fabrieksterrein in toenemende mate ook gebruikt voor de productie van banden.

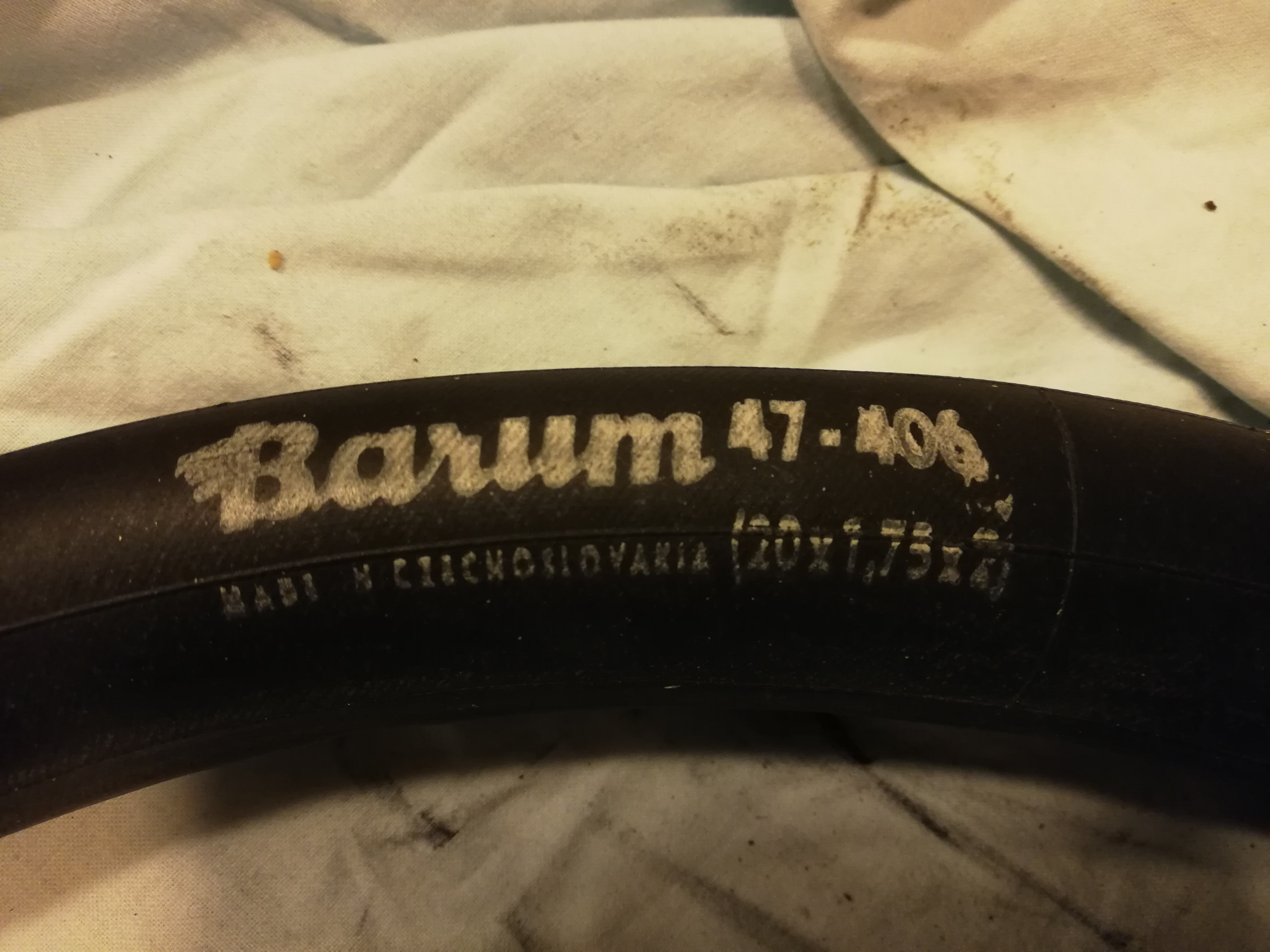
Barum fietsbinnenband 20" x 1.75

Het staatsbedrijf Barum ontstond 1948 uit een fusie van de schoenen- en rubberfabrikanten Baťa in Zlín, Rubena in Náchod en Mitas. Het in 1933 opgerichte Mitas (Michelin + Veritas) was een voormalige Michelin-dochteronderneming in Praag-Strašnice die fietsbanden produceerde. Ook Rubena produceerde sinds 1928 fietsbanden, terwijl Bata zich vooral richtte op autobanden.
In Otrokovice werd in 1966 een moderne fabriek gebouwd voor de productie van banden voor personenauto's en lichte bedrijfswagens en deze worden daar nog steeds geproduceerd. Vanaf 1972 ontwikkelde de stad zich tot het centrum voor bandenproductie in het voormalige Tsjecho-Slowakije.
Na de privatisering van Barum begin jaren negentig werd de productie van fietsbanden door Rubena voortgezet. De productie van banden voor landbouwvoertuigen, bouwmachines, motorfietsen en vliegtuigen werd voortgezet door Mitas, onderdeel van Trelleborg AB.

### Overname door Continental

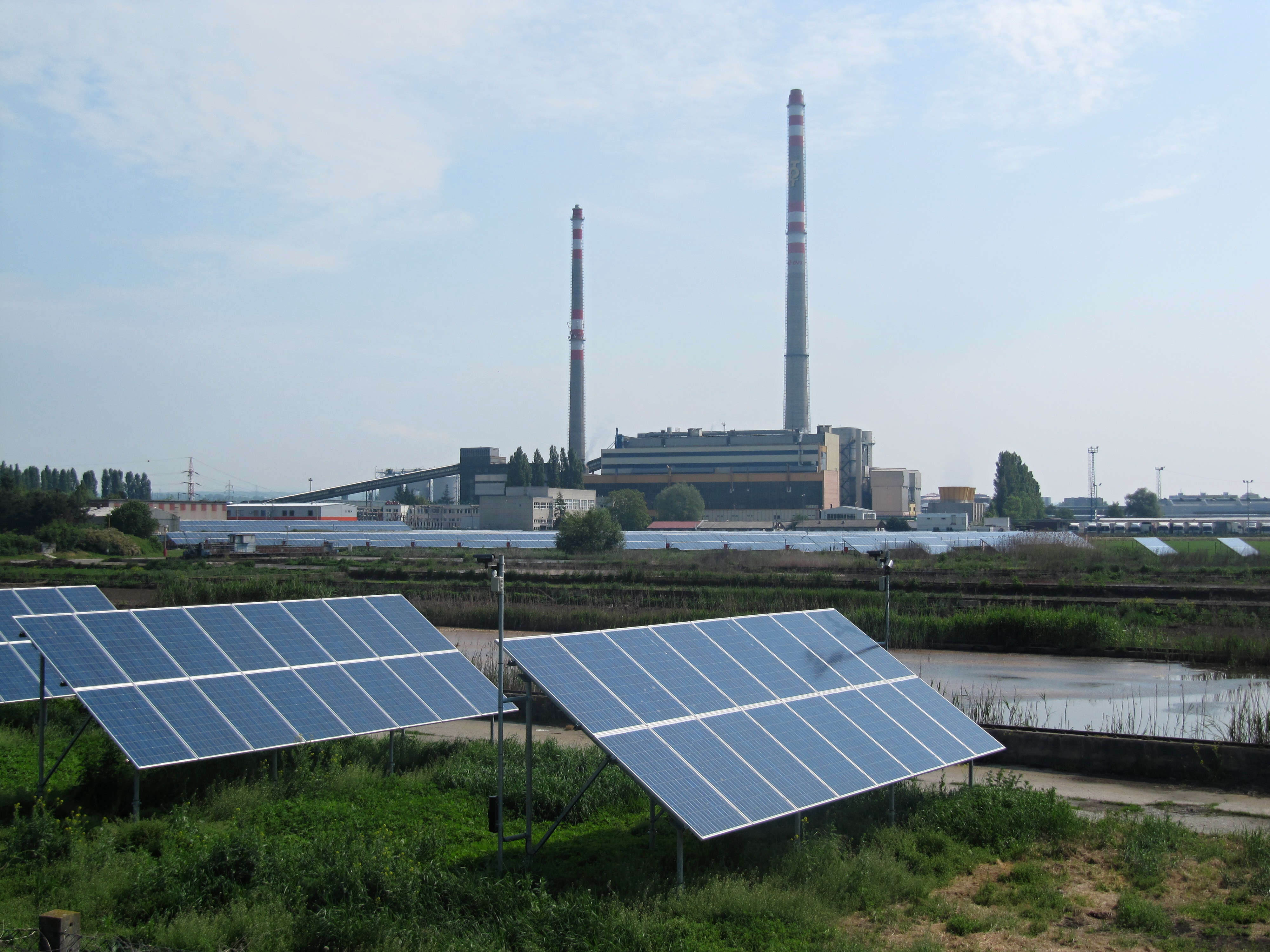
Barum-fabriek in Otrokovice

Barum maakt sinds 1993 deel uit van de Continental-groep en kon sindsdien profiteren van de onderzoekscapaciteiten van het Duitse bedrijf en diens ervaring met efficiënte hightech productietechnologieën. Door een renovatie van de productiehallen in Otrokovice kon de bandenproductie in de jaren negentig worden verhoogd tot zes miljoen banden per jaar.
In 2012 werd de bedrijfsnaam gewijzigd in Continental Barum s.r.o. en in 2015 werd een nieuwe productiehal geopend voor de productie van vrachtwagenbanden. In 2018 vierde Barum zijn 70-jarig bedrijfsjubileum.
Tegenwoordig produceert Barum jaarlijks meer dan 21 miljoen banden voor verschillende soorten voertuigen en is daarmee een van 's werelds toonaangevende Europese bandenfabrikanten. Ook is het de grootste werkgever in de regio Zlín.

### Barum Rally
Het merk organiseert sinds 1971 de Barum Rally. Als onderdeel van het Europees rallykampioenschap wordt er voornamelijk gereden in Zlín en omgeving of in Slowakije (1985/86). Wat in het eerste jaar als amateurcompetitie begon, groeide in het tweede jaar uit tot een onderdeel van het Tsjecho-Slowaakse toerwagenkampioenschap en is nu een van de meest populaire autosportevenementen in Tsjechië.